# Taoiseach
Taoiseach, An Taoiseach (wym. [ˈtˠ̪iːʃəx] lub [ˈtˠ̪iːʃəh], l.mn. Taoisigh, wym. [ˈtˠ̪iːʃiː] lub [ˈtˠ̪iːʃɪgʲ]; dosłownie z irl. – wódz, przywódca) – premier Irlandii.

## Podstawy prawne
Stanowisko taoiseacha zostało wprowadzone przez konstytucję Irlandii z 1937 roku i zastąpiło stanowisko prezesa rady wykonawczej, które istniało w Wolnym Państwie Irlandzkim.
Zgodnie z obowiązującą konstytucją taoiseach jest mianowany przez prezydenta na wniosek izby niższej parlamentu (Dáil Éireann), której musi być członkiem. Przez cały okres piastowania swojego stanowiska taoiseach musi cieszyć się wotum zaufania tej izby.
Taoiseach nominuje innych członków rządu (ogółem nie mniej niż siedmiu i nie więcej niż piętnastu), którzy wymagają akceptacji przez Dáil Éireann. Nominuje także jednego członka rządu, zwanego Tánaiste, który pełni funkcję wicepremiera. Wszyscy członkowie rządu są powoływani przez prezydenta.
Taoiseach mianuje też 11 członków Seanad Éireann.

## Lista premierów Irlandii
| Lp |  | Imię i nazwisko            | Data objęcia urzędu | Data złożenia urzędu | Partia      |
| -- |  | -------------------------- | ------------------- | -------------------- | ----------- |
| 1  |  | Éamon de Valera            | 29 grudnia 1937     | 18 lutego 1948       | Fianna Fáil |
| 2  |  | John A. Costello           | 18 lutego 1948      | 13 czerwca 1951      | Fine Gael   |
|    |  | Éamon de Valera (2. raz)   | 13 czerwca 1951     | 2 czerwca 1954       | Fianna Fáil |
|    |  | John A. Costello (2. raz)  | 2 czerwca 1954      | 20 marca 1957        | Fine Gael   |
|    |  | Éamon de Valera (3. raz)   | 20 marca 1957       | 23 czerwca 1959      | Fianna Fáil |
| 3  |  | Seán Lemass                | 23 czerwca 1959     | 10 listopada 1966    | Fianna Fáil |
| 4  |  | Jack Lynch                 | 10 listopada 1966   | 14 marca 1973        | Fianna Fáil |
| 5  |  | Liam Cosgrave              | 14 marca 1973       | 5 lipca 1977         | Fine Gael   |
|    |  | Jack Lynch (2. raz)        | 5 lipca 1977        | 11 grudnia 1979      | Fianna Fáil |
| 6  |  | Charles Haughey            | 11 grudnia 1979     | 30 czerwca 1981      | Fianna Fáil |
| 7  |  | Garret FitzGerald          | 30 czerwca 1981     | 9 marca 1982         | Fine Gael   |
|    |  | Charles Haughey (2. raz)   | 9 marca 1982        | 14 grudnia 1982      | Fianna Fáil |
|    |  | Garret FitzGerald (2. raz) | 14 grudnia 1982     | 10 marca 1987        | Fine Gael   |
|    |  | Charles Haughey (3. raz)   | 10 marca 1987       | 11 lutego 1992       | Fianna Fáil |
| 8  |  | Albert Reynolds            | 11 lutego 1992      | 15 grudnia 1994      | Fianna Fáil |
| 9  |  | John Bruton                | 15 grudnia 1994     | 26 czerwca 1997      | Fine Gael   |
| 10 |  | Bertie Ahern               | 26 czerwca 1997     | 7 maja 2008          | Fianna Fáil |
| 11 |  | Brian Cowen                | 7 maja 2008         | 9 marca 2011         | Fianna Fáil |
| 12 |  | Enda Kenny                 | 9 marca 2011        | 14 czerwca 2017      | Fine Gael   |
| 13 |  | Leo Varadkar               | 14 czerwca 2017     | 27 czerwca 2020      | Fine Gael   |
| 14 |  | Micheál Martin             | 27 czerwca 2020     | 17 grudnia 2022      | Fianna Fáil |
|    |  | Leo Varadkar (2. raz)      | 17 grudnia 2022     | 9 kwietnia 2024      | Fine Gael   |
| 15 |  | Simon Harris               | 9 kwietnia 2024     | 23 stycznia 2025     | Fine Gael   |
|    |  | Micheál Martin (2. raz)    | 23 stycznia 2025    |                      | Fianna Fáil |